# 双龙乡 (澧县)
双龙乡，是中华人民共和国湖南省常德市澧县下辖的一个乡镇级行政单位。

## 行政区划
双龙乡下辖以下地区：
顺林桥社区、枫祥村、古塘村、曾家村、杉林村、金荷村、花庙村、万胜村、三联村、双兴村、双台村、界湖村和天华村。